# Guy Barnett (politician)
Guy Barnett (n. 23 august 1928 – d. 24 decembrie 1986) a fost un om politic britanic, membru al Parlamentului European în perioada 1973-1979 din partea Regatului Unit. 
1. 1 2 3 4 5  Hansard 1803–2005